# Maelé
Martiniano Abaga Elé Ndoho, más conocido como Maelé (Bata; 5 de julio de 1958-Madrid, 1 de diciembre de 2017), fue un cantante y político ecuatoguineano. Es considerado por analistas como el mejor artista de todos los tiempos de la música ecuatoguineana. Apodado "El Rey del Machacando", en honor al ritmo que él mismo acuñó y bautizó como El Machacando. Fue una de las figuras más importantes del rock en Guinea Ecuatorial. Pertenecía a la etnia fang y gran parte de sus canciones estaban escritas en el idioma de esta etnia.

## Biografía
Inició su carrera en 1976. Sus primeros éxitos fueron Make mayi papá Mañe Ela, Maelé, ñongma, Evom nguan, Awom bindeglé y Cuna de la Revolución. Uno de sus más grandes éxitos fue el tema Wa ñeb a Edjoé, papá Mesié Nguema Biyogo, una canción de alabanza al dictador Francisco Macías Nguema. Con esta canción ganó el Festival de Música de Bata en 1977. A continuación, publicó sus éxitos Amigo y Bekuiñ balogh otong. Las emisoras Radio Bata y Radio Malabo le dieron un considerable espacio. Pronto adquirió también fama en países vecinos como Gabón y Camerún.
En julio de 1978, Maelé representó a Guinea Ecuatorial en el Festival Mundial de la Juventud y los Estudiantes, celebrado en La Habana, Cuba. Al regresar a su país, lanzó el tema Edjam bingayen à Cuba.
En 1983, Maelé viajó a Francia y grabó su primer long play titulado Evom Nguan, que contó con los arreglos de Toto Guillaume y Aladji Touré y los éxitos Andeme Ela, Bong ye o Kie-Ntem y Ayong. El álbum fue un gran éxito. En 1987, publica el tema Chabeli y en 1989 el tema Abom.
A principios de los años noventa, Maelé publica el tema Engóng, una crítica a la dictadura de Teodoro Obiang Nguema. Pronto abandona el país y se establece en 1991 en Madrid, donde la oposición en el exilio le contacta y le invita a una reunión a la que asiste. El artista, sin embargo, rechaza entrar en política. Ese mismo año, durante una gira por Gabón, Maelé fue víctima de un atentado presuntamente orquestado por el gobierno ecuatoguineano.
Finalmente regresa a Guinea Ecuatorial entre 1995 y 1996, y se vuelve partidario del régimen de Obiang, uniéndose al gubernamental Partido Democrático de Guinea Ecuatorial (PDGE), siendo nombrado delegado regional del Ministerio de Cultura en Bata, y después, responsable distrital del PDGE en el mismo distrito. Sin dejar su carrera como artista, publica canciones donde muestra su lealtad al gobierno, como PDGE ane nkobo nfé.  Durante la campaña electoral de las elecciones presidenciales de 2002, la oposición denunció que el artista participó en la agresión a un camionero que se negó a transportarlo junto a su comitiva de militantes del PDGE a un determinado lugar con fines electorales.
En abril de 2012, el artista fue elegido miembro del Consejo Nacional del PDGE.
Con la salud deteriorada, en 2013 Maelé se volvió a establecer en Madrid para acceder a tratamiento médico, siendo financiado por el gobierno ecuatoguineano. Durante su estancia en la capital española, siguió dedicándose a la música y mantuvo estrechos vínculos con la embajadora de Guinea Ecuatorial en España, Purificación Angue Ondo.
Maelé falleció el 1 de diciembre de 2017 en Madrid. El Ministro de Cultura y Promoción Artesanal de Guinea Ecuatorial, Rufino Ndong Esono Nchama, envió un mensaje de condolencia al día siguiente. Asimismo, el Secretario General del PDGE Jerónimo Osa Osa Ecoro envió sus condolencias. También varios artistas ecuatoguineanos expresaron su pésame por el fallecimiento. El 13 de diciembre se llevó a cabo un homenaje póstumo institucional en el que se le otorgaron al artista las medallas de Comendador de la Orden de la Independencia. A dicho acto asistieron el Presidente de Guinea Ecuatorial Teodoro Obiang, la primera dama Constancia Mangue y el Primer ministro Francisco Pascual Obama Asue.

## Discografía

### LPs
- Evom Nguan (1983)
- Chavely (1987)
- Abom (1989)
- Saturnino (1991)
- Nouvelle Dimension (2000)[16]